# Fouad Douiri
 (avril 2022).
Pour les articles homonymes, voir Douiri.
Fouad Douiri (en arabe: فؤاد الدويري), né le 4 novembre 1960 à Fès, est un ingénieur et homme politique marocain.
Il fut le président de RMA Watanya entre 2008 et 2011. Le 3 janvier 2012, il est nommé ministre de l'Énergie, des Mines, de l'Eau et de l'Environnement dans le gouvernement Benkirane.

## Études et diplômes
Après avoir obtenu son baccalauréat scientifique (mathématiques et physique) avec mention en 1977, Fouad Douiri intègre l'École nationale des ponts et chaussées à Paris d'où il décroche le diplôme d'ingénieur civil en 1982 puis de Docteur-ingénieur de l'École des mines de Paris en 1985.

## Expérience professionnelle
Après avoir exercé comme ingénieur chez Campenon Bernard à Paris, il fut désigné chef de division chantier de construction du terminal pétrolier du port de Mohammedia (ODEP). Il a en outre occupé de 1987 à 1996 le poste de directeur de l'IARD (Incendie, accidents, risque, divers), puis de directeur technique et des marchés au sein de la compagnie d'assurance Al Wataniya.
En 1996, il fut promu directeur général adjoint de la même compagnie, responsable du pôle opérationnel et coresponsable de la fusion d'Al Wataniya et de l'Alliance Africaine d'assurance. Il a été à ce titre chargé de superviser la fusion de la société RMA et Al Wataniya entre 2000 et 2004. Entre janvier 2005 et février 2008, il a accédé au poste de Directeur général de RMA Watanya, avant d'être nommé en février 2008 président du directoire de RMA Watanya.
Il a également occupé le poste de vice-président de la Fédération Marocaine des Sociétés d'Assurance et de Réassurance où il a participé à la négociation et la mise au point du Contrat – Programme entre l’État et le secteur des assurances, d'administrateur de la Caisse interprofessionnelle marocaine des retraites (CIMR), administrateur de la Compagnie d'assurances transports ainsi que de diverses sociétés dans le secteur financier et du transport terrestre et aérien et chargé du module Marketing du DES assurance à l'Université Hassan II de Casablanca.